# Banca Ifis
Il gruppo Banca Ifis S.p.A. (contrazione di Istituto di Finanziamento e Sconto) è un istituto bancario italiano attivo principalmente nei servizi e soluzioni di credito alle imprese e acquisizione/gestione di portafogli di crediti deteriorati.
Fondata nel 1983 dal principe Sebastien Egon Fürstenberg, figlio di Clara Agnelli e Tassilo, Banca Ifis è quotata dal 2003 alla Borsa di Milano nel segmento FTSE Italia STAR.

## Storia

### Le origini
L'Istituto di Finanziamento e Sconto (I.Fi.S.) nacque nel 1983 a Genova, al tempo città di residenza del fondatore Sebastien Egon Fürstenberg, come intermediario finanziario per svolgere prevalentemente attività di acquisto di crediti di impresa e di erogazione finanziamenti nella forma del factoring.
Dalla sua fondazione fino al 1986 I.Fi.S. è stata la società captive del gruppo Americanino, contribuendo a finanziare i fornitori dell’azienda e a smobilizzare i crediti dei clienti.

### 2002-2004: la quotazione in Borsa
Nel 2002 l'istituto fu autorizzato all’esercizio dell’attività bancaria, cambiando ragione sociale da Ifis a Banca Ifis SpA. Sempre nello stesso anno aderì a Factor Chain International per operare a livello globale dopo l'apertura dei presidi aperti in Romania e Polonia.
Nel 2003 Banca Ifis fu ammessa al Mercato Telematico Azionario (MTA) e nel 2004 entrò nel segmento STAR.

### 2008-2013: crescita e diversificazione
La strategia della banca si basa sull’aumento della quota di mercato attraverso lo sviluppo del core business storico: il supporto finanziario e gestionale alle Piccole e Medie Imprese (PMI), italiane e internazionali. Nel 2008 Banca Ifis è entrata nel segmento retail, con il lancio del conto deposito online Rendimax. Nel 2013 ha ampliato la propria offerta con il conto corrente online Contomax.
Nel 2011, con l'acquisizione di Toscana Finanza, Banca Ifis ha aperto anche all’acquisto e gestione di crediti deteriorati.

### 2016-2020: la stagione delle acquisizioni
Nel 2016 Banca Ifis ha acquisito per 119 milioni Ge Capital Interbanca (con un miliardo di patrimonio) entrando così nei business del leasing, lending a medio termine e finanza strutturata; la Banca d'Italia ha riconosciuto l’operazione il 29 novembre dello stesso anno.
Nel 2018 ha continuato lo sviluppo nell'ambito dei crediti deteriorati, scorporando la relativa area operativa nella controllata Ifis Npl S.p.A. (NPL sta per Non Performing Loans). Nel 2018 la banca è entrata nel settore del credito alle farmacie rilevando il 70% di Credifarma S.p.A., società compartecipata da Federfarma. Nello stesso anno ha acquisito Cap.Ital.Fin. S.p.A., intermediario finanziario specializzato nei prestiti personali con cessione del quinto.
Nel gennaio 2019 Banca Ifis ha acquistato per 58,5 milioni FBS S.p.A., altra società operante nel settore dei crediti deteriorati., poi confluita in Ifis Npl.
Nel 2019 è nata la Direzione Centrale Affari, sotto la quale sono concentrate tutte le aree di business rivolte al sostegno alle imprese. A ottobre 2019 Banca Ifis ha completato l’acquisto del 10% del capitale sociale rimanente della società controllata FBS S.p.A. e ne è diventata azionista unico.
Nel mese di aprile 2020 la divisione NPL è stata riorganizzata: FBS S.p.A. e FBS Real Estate S.p.A. hanno cambiato nome in Ifis Npl Servicing S.p.A. e Ifis Real Estate S.p.A.
Il 27 novembre 2020, grazie all’acquisizione del 70,77% del capitale di Farbanca S.p.A. il Gruppo ha rafforzato il presidio commerciale nel settore delle farmacie, raggiungendo oltre 4.700 farmacie clienti e una quota di mercato del 26%, grazie alla combinazione di Credifarma e di Farbanca.

### 2021: riorganizzazione dell'area Npl
Il 1º gennaio 2021 all’interno dell’area Npl è stata completata la riorganizzazione societaria con la realizzazione di una filiera verticale volta a garantire la separazione e l’indipendenza tra le attività di acquisto dei crediti e quelle di recupero.
Ad aprile 2021 Frederik Geertman è diventato il nuovo Amministratore Delegato del Gruppo.

### 2022: nasce Banca Credifarma
Nell'aprile 2022, il processo di fusione per incorporazione di Credifarma in Farbanca, autorizzato nel mese di febbraio, si conclude con la nascita di Banca Credifarma, primo polo specializzato nell'erogazione di servizi finanziari alle farmacie.

### 2023: l'acquisizione di Revalea
Nel maggio 2023, Banca Ifis ha rilevato dal Gruppo Mediobanca la società Revalea Spa, nata l'anno precedente dalla scissione di MBCredit Solutions Spa e attiva nel recupero crediti deteriorati.
A settembre, in occasione dei quarant'anni dalla fondazione dell'Istituto, la Banca ha inaugurato il "Parco Internazionale di Scultura", un'esposizione permanente di sculture monumentali nata per volontà di Ernesto Fürstenberg Fassio nei giardini della cinquecentesca Villa Fürstenberg, sede storica del Gruppo a Mestre.

### 2024: l'apertura del Parco Internazionale di Scultura
Ad aprile il "Parco Internazionale di Scultura" è stato ufficialmente aperto al pubblico. L'esposizione ospita opere plastiche di scultura contemporanea firmate da artisti italiani e internazionali, tra cui Fernando Botero, Igor Mitoraj, Manolo Valdés, Pietro Consagra e Roberto Barni. L’11 novembre è divenuta efficace la fusione per incorporazione di Revalea S.p.A. in Ifis Npl Investing S.p.A.

### 2025: acquisizione di illimity bank
Banca Ifis attraverso un offerta pubblica di acquisto e scambio ha raggiunto su illimity Bank il 92,5% del capitale aquistando l'istituto bancario.

## Attività
Banca Ifis è attiva nei servizi finanziari per le imprese e nell’acquisizione e gestione di crediti deteriorati, anche per conto terzi. Si occupa anche di consulenza finanziaria per operazioni di fusione e acquisizione, finanziamenti a medio e lungo termine e gestisce l’anticipo fatture verso la pubblica amministrazione. È presente anche nel comparto della finanza per le farmacie, tramite la società Banca Credifarma.
È tra i primi operatori italiani nel factoring in termini di turnover, con una quota di mercato del 4,6%. Detiene inoltre una quota di mercato del 2% nel leasing ed è leader nel leasing auto elettrico.
Nel segmento NPL, Banca Ifis è il sesto operatore nazionale in termini di masse gestite con 21,6 miliardi di euro di asset under management.

## Struttura del gruppo

### Corporate e Commercial Banking
La Direzione Centrale Affari presiede tutta l’Area Corporate e Commercial Banking, a cui fanno capo le attività di factoring, leasing finanziario, consulenza per operazioni di fusioni e acquisizioni e finanziamenti a medio e lungo termine, finalizzati a investimenti industriali e acquisto di crediti fiscali.
Grazie ad alcune società specializzate, Banca Ifis è inoltre attiva:
- nei servizi finanziari alle farmacie, attraverso Banca Credifarma, controllata al 87,74% da Banca Ifis[41]
- nel mercato del noleggio a lungo termine di beni strumentali, attraverso Ifis Rental Services
- in Polonia, attraverso Ifis Finance Sp. Z o.o., che propone finanziamenti alle imprese e, in particolare, servizi di factoring[45]
- in Romania, attraverso Ifis Finance I.F.N. S.A, con l’obiettivo di sostenere il mercato romeno attraverso il factoring[45][46]

La Banca è anche attiva nel credito al consumo con Capitalfin, società specializzata nella cessione del quinto.

### NPL
La Divisione NPL è costituita da due Società.
- Ifis Npl Investing: gestisce acquisti e investimenti in portafogli di crediti deteriorati.
- Ifis Npl Servicing: raggruppa le attività di gestione e recupero dei crediti deteriorati.

## Sedi del gruppo

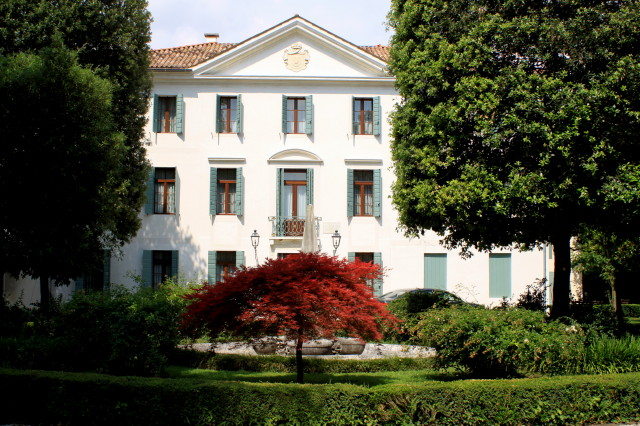
La sede legale e direzione generale a Villa Fürstenberg

### Banca Ifis
La sede legale e la direzione generale si trovano a Mestre, nel comune di Venezia. Banca Ifis è presente su tutto il territorio italiano con sedi a Milano, Roma, Mondovì e Bologna e con 28 uffici commerciali che offrono servizi finanziari a supporto delle imprese. Gli uffici commerciali sono situati a: Udine, Padova, Treviso, Vicenza, Verona, Venezia-Mestre, Brescia, Bergamo, Milano, Gallarate, Torino, Genova, Bologna, Pisa, Firenze, Ancona, Perugia, Roma, Pescara, Napoli, Avellino, Salerno, Bari, Palermo, Catania, Cagliari.

### Ifis Npl Investing
La sede legale è situata a Mestre, in provincia di Venezia, mentre la sede operativa è a Firenze.

### Ifis Npl Servicing
La sede legale è situata a Mestre. Sedi operative sono presenti a Firenze, Ravenna e Bari.

### Capitalfin
La sede legale e operativa è situata a Napoli, con filiali a Palermo, Catania e Milano.

### Banca Credifarma
La sede di Banca Credifarma si trova a Roma.

### Estero
Ifis Finance Sp. Z o.o., società polacca controllata dal gruppo Banca Ifis, ha la propria sede legale e operativa a Varsavia. Il gruppo è presente anche in Romania, con la società Ifis Finance I.F.N. S.A la cui sede legale e operativa è a Bucarest.

## Dati finanziari
|      | NBI - Net Banking Income (margine di intermediazione) | Utile netto | CET1   |             |
| ---- | ----------------------------------------------------- | ----------- | ------ | ----------- |
| 2010 | 94,4 mln                                              | 18,6 mln    | 11,5%  | Core Tier 1 |
| 2011 | 121,4 mln                                             | 26,5 mln    | 11,2%  | Core Tier 1 |
| 2012 | 244,9 mln                                             | 78,1 mln    | 12,9%  | Core Tier 1 |
| 2013 | 264,1 mln                                             | 84,8 mln    | 13,7%  | Core Tier 1 |
| 2014 | 280,9 mln                                             | 95,8 mln    | 13,89% |             |
| 2015 | 407,9 mln                                             | 161,9 mln   | 14,7%  |             |
| 2016 | 331,9 mln                                             | 89,7 mln    | 14,7%  |             |
| 2017 | 553,1 mln                                             | 180,7mln    | 11,66% |             |
| 2018 | 576,5 mln                                             | 146,7 mln   | 10,3%  |             |
| 2019 | 558,3 mln                                             | 123,1 mln   | 14,58% |             |
| 2020 | 467,8 mln                                             | 68,8 mln    | 11,29% |             |
| 2021 | 602,5 mln                                             | 100,6 mln   | 15,44% |             |
| 2022 | 680,5 mln                                             | 141,1 mln   | 15,01% |             |
| 2023 | 704,6 mln                                             | 160,1 mln   | 14,87% |             |
| 2024 | 699,2 mln                                             | 161,6 mln   | 16,10% |             |

## Governance

### Modello di governance
Nel rispetto delle Disposizioni di Vigilanza, il Modello di Governance di Banca Ifis è allineato alle indicazioni del Codice di Autodisciplina delle Società Quotate, alle raccomandazioni formulate dalla Consob e alle best practice. Banca Ifis adotta il Modello di Governance Tradizionale, prevedendo che:
- la funzione di supervisione strategica sia svolta dal Consiglio di amministrazione. In linea con le disposizioni del Codice di Autodisciplina, il Consiglio ha istituito al suo interno tre comitati con funzioni propositive, istruttorie e consultive: Comitato Controllo e Rischi, Comitato Nomine, Comitato Remunerazioni;
- le funzioni di gestione siano affidate all’Amministratore Delegato. Alle funzioni di gestione partecipa il Direttore Generale;
- la funzione di controllo sia svolta dal Collegio Sindacale.

### Consiglio di amministrazione
Da aprile 2025 il CDA di Banca Ifis è così composto:
| Ruolo                   | Nome                       |
| ----------------------- | -------------------------- |
| Presidente              | Ernesto Fürstenberg Fassio |
| Vice Presidente         | Rosalba Benedetto          |
| Amministratore Delegato | Frederik Geertman          |
| Consigliere             | Simona Arduini             |
| Consigliere             | Luca Lo Giudice            |
| Consigliere             | Beatrice Colleoni          |
| Consigliere             | Monica Regazzi             |
| Consigliere             | Monica Billio              |
| Consigliere             | Antonella Malinconico      |
| Consigliere             | Roberta Gobbi              |
| Consigliere             | Roberto Diacetti           |
| Consigliere             | Giovanni Meruzzi           |
| Consigliere             | Nicola Borri               |
| Consigliere             | Chiara Paolino             |

### Azionariato
Gli azionisti di Banca Ifis che possiedono, direttamente o indirettamente, strumenti finanziari rappresentativi del capitale con diritto di voto di Banca Ifis, in misura superiore al 3%, risultano evidenziati nella tabella seguente (dati aggiornati al 17 aprile 2025):
| Azionista      | Quota  |
| -------------- | ------ |
| La Scogliera   | 50,50% |
| Preve Riccardo | 3,34%  |
| Mercato        | 43,77% |
| Azioni proprie | 2,37%  |